# Valenza (linguistica)
La valenza di un verbo è il numero di elementi necessari a completare il significato del verbo. Questi elementi indispensabili (in genere, il soggetto, l'oggetto diretto e indiretto) sono detti "argomenti", mentre ogni altro elemento non indispensabile (per esempio, un complemento di tempo o di luogo) è detto "circostanziale" e l'aggiunta di circostanziali al verbo realizza l'"espansione" della frase. La valenza di un verbo è dunque il numero dei suoi argomenti, i quali, insieme al verbo, formano la frase nucleare.

## Dettagli
Esempi:
- Nevica; piove: questi verbi non hanno né soggetto né oggetto: sono detti "verbi avalenti" o "con valenza 0" (sebbene alcuni linguisti sostengano che i verbi zerovalenti non esistano, poiché hanno uno "stato lessicalizzato" e il loro soggetto si trova all'interno del verbo stesso).
- Il verbo piangere necessita del solo soggetto perché il suo significato sia completo ed è perciò "monovalente" o "con valenza 1": il bambino piange.
- Amare è un verbo "bivalente" o "con valenza 2": [io] amo [mia moglie].
- Dare è un verbo "trivalente" o "con valenza 3", poiché necessita di un soggetto, di un "oggetto diretto" (complemento oggetto) e di un "oggetto indiretto" (complemento di termine): [io] do [a Paolo] [un libro].

Un dizionario delle valenze elenca i verbi con la loro valenza corrispondente. Lo stesso verbo può avere una valenza diversa in completamenti diversi. Così studiare può essere monovalente ([Pierino] studia = «è uno studente») o bivalente ([Pierino] studia [matematica]).
La valenza verbale dipende solo dagli "argomenti" necessari, anche se non sempre questi vengono espressi. Una frase può essere grammaticale anche se qualche argomento può essere sottinteso. Questi casi di argomento opzionale si distinguono in due tipi: contestuali, quando l'argomento è sottinteso perché il contesto è chiaro (per esempio: «Il ragazzo legge (un libro)» detto in presenza di una persona che sta leggendo un libro: il contesto consente di non esprimere l'argomento), o illimitate, come p.e. «quel ragazzo legge (libri o altro)» (cioè: «ama la lettura» senza necessità di specificare che cosa il soggetto ami leggere).
Questi casi non vanno confusi con la non obbligatorietà dei circostanziali, in genere complementi di vario tipo, come complementi di tempo, di luogo, ecc., che possono essere presenti o assenti in maniera totalmente libera e indipendente dal verbo.

## Griglia tematica
L'insieme dei ruoli tematici che un predicato possiede è definita griglia tematica e questi ruoli possono essere agente, paziente, tema, fine.
Es:
- mangiare <agente, paziente o tema>
- starnutire <agente>

Generalmente se non si completa la griglia tematica la frase è agrammaticale ma esistono casi di iposaturazione che danno risultati grammaticali (Antonio mangiò) mentre l'ipersaturazione è sempre agrammaticale, salvo casi particolari (dormire sonni tranquilli).
È fondamentale distinguere i ruoli dalle funzioni grammaticali; sono infatti comuni casi in cui agente e soggetto non corrispondano.
- Gianni si è rotto il braccio (si suppone che Gianni non sia l'agente, ma il paziente)
- Gianni cade

Nella teoria dei principi e parametri la distinzione fra ruoli e funzioni grammaticali è fondamentale soprattutto per quanto riguarda la teoria e le configurazioni di assegnazione del caso (capita spesso infatti che si abbia un caso accusativo e un ruolo di agente oppure un caso nominativo e un ruolo di paziente).